# Microlaimus criminalis
Microlaimus criminalis is een rondwormensoort uit de familie van de Microlaimidae. De wetenschappelijke naam van de soort is voor het eerst geldig gepubliceerd in 1971 door Rieger & Ott.